# بول كانجورسكي
بول إدموند كانجورسكي (ولد في 2 أبريل نيسان 1937) هو سياسي أمريكي كان ممثلًا للولايات المتحدة عن الدائرة الحادية عشرة في ولاية بنسيلفانيا من عام ١٩٨٥ حتى عام ٢٠١١. وهو عضو في الحزب الديمقراطي.
شملت دائرته مدن سكرانتون، ويلكس-بار، وهازليتون، بالإضافة إلى معظم مناطق بوكونوز.
قبل انتخابه للكونغرس، عمل كانجورسكي محاميًا في القضايا، ومستشارًا قانونيًا للبلدية، وقاضيًا إداريًا في قضايا تعويضات العمال. كما خدم في احتياط الجيش الأمريكي.

## الحياة المبكرة والتعليم والمسيرة المهنية
وُلد كانجورسكي في نانتكوك، بالقرب من ويلكس-بار. وهو أمريكي من أصول بولندية. التحق بالمدارس الحكومية قبل أن يلتحق بمدرسة وايومنغ سيميناري، وهي مدرسة خاصة تحضيرية للكلية في كينغستون. أكمل تعليمه الثانوي في مدرسة كابيتول بيدج في واشنطن العاصمة. أصبح مراسلاً في الكونغرس في سن الخامسة عشرة، وقد عُيّن أولًا من قبل الجمهوريين لكنه عمل لاحقًا مع الديمقراطيين في مجلس النواب. شهد حادثة إطلاق النار في مبنى الكابيتول عام ١٩٥٤، وساعد في إدخال نقالات إلى القاعة للمصابين.
التحق كانجورسكي بجامعة تمبل في فيلادلفيا من عام ١٩٥٧ حتى ١٩٦١، وخدم لفترة وجيزة في احتياط الجيش الأمريكي من عام ١٩٦٠ إلى ١٩٦١. ثم التحق بكلية الحقوق في ديكنسون في كارلايل. اجتاز امتحان نقابة المحامين في بنسيلفانيا عام ١٩٦٦. أكمل كانجورسكي دراسته رغم معاناته من عسر القراءة، وقال مرة: "كنت أظن دائمًا أنها نعمة. أجبرتني على تطوير ذاكرتي."
قبل دخوله عالم السياسة، مارس كانجورسكي المحاماة في ويلكس-بار، حيث ساعد كثيرًا من عمال مناجم الفحم وأراملهم في الحصول على تعويضات الإصابة بأمراض الرئة السوداء. كما تطوع للدفاع عن ضحايا إعصار أغنيس الذي دمر وادي وايومنغ عام ١٩٧٢. شغل كانجورسكي منصب قاضي إداري لتعويضات العمال في كومنولث بنسيلفانيا، ومساعد مستشار قانوني لمدينة نانتكوك، كما عمل كمستشار قانوني مساعد لعدة مجتمعات أخرى.

## مجلس النواب الأمريكي

### اللجان
- لجنة الخدمات المالية:
  - اللجنة الفرعية للأسواق المالية، التأمين، والمؤسسات المدعومة من الحكومة (رئيس اللجنة)
  - اللجنة الفرعية للمؤسسات المالية والائتمان للمستهلكين
  - اللجنة الفرعية للإسكان وفرص المجتمعات
- لجنة الرقابة وإصلاح الحكومة:
  - اللجنة الفرعية لإدارة الحكومة والتنظيم والمشتريات
  - اللجنة الفرعية لسياسات المعلومات والتعداد والأرشيف الوطني

## جدل حول المخصصات المالية
واجه كانجورسكي جدلًا بسبب المخصصات المالية التي حصل عليها لأبحاث قواطع المياه النفاثة لصالح شركة كورنرستون تكنولوجيز، التي أسسها ابن أخيه، وكانت تعمل فيها ابنته وأربعة من أبناء إخوته. في عام ٢٠٠٤، رفع الرئيس السابق للشركة بروس كونراد دعوى قضائية ضد كورنرستون، مدعيًا أن كانجورسكي وأقاربه خططوا للسيطرة على حصته في الشركة.
في عام ٢٠٠٧، كشفت قناة بوليتيكو أن البحرية الأمريكية طلبت استعادة مضخة ضغط عالٍ كانت كورنرستون قد اشترتها بأموال دافعي الضرائب، لكن الشركة لم تتمكن من تحديد مكانها. لاحقًا، خلصت البحرية إلى أن كورنرستون لم تنتج أي شيء ذي قيمة للأمن القومي.

## المواقف السياسية
مثل كثير من الديمقراطيين في بنسيلفانيا من خارج فيلادلفيا وبيتسبرغ، عارض كانجورسكي قوانين تنظيم حمل السلاح. كما كان محافظًا معتدلًا في ما يتعلق بالإجهاض. ولكنه كان مؤيدًا قويًا لحقوق العمال، وعبّر عن معارضته لحرب العراق. خدم في لجنة الخدمات المالية منذ دخوله الكونغرس عام ١٩٨٥، وكان ثاني أعلى ديمقراطي فيها وقت مغادرته. غالبًا ما لعب أدوارًا خلف الكواليس في دعم أو إسقاط مشاريع القوانين، ووجه الأموال المخصصة نحو تحسين البنية التحتية والاحتياجات الاقتصادية لدائرته. يُعرف شعبيًا بلقب "كانجو".
في ١٠ أيار ٢٠٠٧، صوّت كانجورسكي، المعروف باعتداله، مع الديمقراطيين لبدء سحب جميع القوات من العراق، إلا أن مشروع القانون هُزم. ومع حلول الذكرى السادسة لهجمات ١١ أيلول ٢٠٠١، بدا أن موقف كانجورسكي من الحرب في العراق هو أنه سيصوت لصالح الانسحاب، ولكن ليس كشرط لتمويل الحرب، إلا إذا تم تجاوز الفيتو الرئاسي المتوقع على مثل هذا القانون.
بعد انهيار جسر نهر المسيسيبي آي-٣٥دبليو في منيابولس، مينيسوتا، في ١ آب ٢٠٠٧، قال كانجورسكي إنه يعتقد أن مشروع القانون الذي أقره الكونغرس بقيمة ٢٥٠ مليون دولار لإعادة بناء الجسر كان غير سليم، لأنه تجاوز الحد المعتاد البالغ ١٠٠ مليون دولار لمشاريع الإغاثة الطارئة. وأضاف أن سكان مينيسوتا "اكتشفوا أنهم سيحصلون على كل الأموال من الحكومة الفيدرالية، وكانوا يأخذون كل ما يستطيعون أخذه"، وأنهم انتهزوا الفرصة "ليخدعونا".
في آذار ٢٠١٠، دعم كانجورسكي مشروع قانون إصلاح الرعاية الصحية الفيدرالي وصوّت لصالحه. وفي وقت لاحق من ذلك العام، لعب دورًا أساسيًا في صياغة قانون دود-فرانك لإصلاح وول ستريت وحماية المستهلك، حيث ساهم في صياغة جزء كبير من هذا التشريع. وعندما وقّع الرئيس باراك أوباما القانون في تموز ٢٠١٠، ظهر كانجورسكي إلى جانب الرئيس مع عدد من المشرعين.
وكان من بين آخر التصويتات التي أدلى بها كانجورسكي في الكونغرس، قبل أسابيع قليلة من نهاية ولايته الأخيرة، تصويتًا ضد قانون إعفاءات ضريبية، وتجديد التأمين ضد البطالة، وخلق فرص العمل لعام ٢٠١٠، وهو تشريع وقّعه الرئيس أوباما في كانون الأول ٢٠١٠. وجاء تصويت كانجورسكي ضد القانون بسبب استيائه من أنه مدّد التخفيضات الضريبية التي أقرها الرئيس جورج دبليو بوش للأمريكيين الأكثر ثراءً.
أزمة عام ٢٠٠٨ المالية
في مقابلة على قناة سي-سبان بتاريخ ٢٧ كانون الثاني ٢٠٠٩، دافع كانجورسكي عن الإجراءات الطارئة التي اتخذتها الحكومة الأمريكية لوقف الأزمة المالية في أيلول ٢٠٠٨. وذكر أن رفع ضمانات الأموال إلى ٢٥٠,٠٠٠ دولار كان إجراءً طارئًا لمنع "هروب إلكتروني" من البنوك في السوق المالية، والذي سحب ٥٥٠ مليار دولار من النظام خلال ساعات في صباح يوم ١٨ أيلول. وأضاف أنه لو لم يتم وقفه، لكان ذلك قد تسبب بانهيار الاقتصاد الأمريكي فورًا، وفي غضون ٢٤ ساعة لكان الاقتصاد العالمي قد انهار أيضًا.

## الحملات السياسية
في عام ١٩٨٠، استقال دان فلود، الذي مثّل الدائرة الحادية عشرة منذ عام ١٩٤٥ تقريبًا. ترشّح كانجورسكي في الانتخابات الخاصة المزدحمة كمرشح مستقل، لكنه حلّ خلف النائب راي موستو. خاض الانتخابات ضد موستو في الانتخابات التمهيدية الديمقراطية في وقت لاحق من نفس العام، لكنه جاء في المركز الثالث. خسر موستو أمام الجمهوري جيمس إل. نيليغان في الانتخابات العامة. في عام ١٩٨٤، وبعد أن غاب عن حملة ١٩٨٢، هزم كانجورسكي النائب فرانك جي. هاريسون في الانتخابات التمهيدية، وفاز في الانتخابات العامة بهامش ١٧ نقطة، رغم أن رونالد ريغان فاز في الدائرة بأغلبية ساحقة في إعادة انتخابه.
في عام ١٩٨٦، واجه كانجورسكي خصمًا جمهوريًا أصغر سنًا وممولًا جيدًا هو مارك هولتزمان. وقد اعتُبرت الحملة واحدة من أكثر السباقات سخونة في البلاد. ومع ذلك، فاز كانجورسكي بهامش ٤١ نقطة، وهو أكبر هامش فوز له في انتخابات متنازع عليها. لم يواجه أي معارضة في عامي ١٩٨٨ و١٩٩٠، ولم يواجه خصمًا ذا مصداقية حتى عام ٢٠٠٢، عندما واجه لو بارليتا، رئيس بلدية هازليتون. هزم كانجورسكي بارليتا بفارق ١٣ نقطة. وربما كان الفارق أقرب لولا أن الهيئة التشريعية في الولاية حوّلت مدينة سكرانتون ذات الأغلبية الديمقراطية من الدائرة العاشرة إلى الحادية عشرة. ويبدو أن الهيئة التشريعية التي يسيطر عليها الجمهوريون أرادت حماية النائب الجمهوري دون شيروود في الدائرة العاشرة عبر نقل أكبر عدد ممكن من الديمقراطيين إلى الدائرة الحادية عشرة.

## 2008
بعد أن لم يواجه أي معارضة من الأحزاب الكبرى في عام ٢٠٠٤ ومرشحًا رمزيًا في عام ٢٠٠٦، واجه كانجورسكي لو بارليتا مرة أخرى في عام ٢٠٠٨. ومنذ سباق ٢٠٠٢، أصبح بارليتا معروفًا بموقفه المعارض للهجرة غير الشرعية. في عام ٢٠٠٨، بثت قناة فوكس نيوز تقريرًا يتهم كانجورسكي بالحصول على ١٠ ملايين دولار كمخصصات لشركة تابعة لعائلته.
أظهرت عدة استطلاعات تفوّق بارليتا على كانجورسكي بفارق يصل إلى خمس نقاط، واعتُبر السباق أحد أكثر السباقات تنافسية على مستوى البلاد. كانجورسكي واحدًا من قلة من الديمقراطيين في الشمال الشرقي الذين كانوا مهددين بخسارة مقاعدهم. ومع ذلك، فاز كانجورسكي بنسبة ٥٢٪ من الأصوات مقابل ٤٨٪ لبارليتا، رغم أن باراك أوباما فاز بسهولة في الدائرة. خسر كانجورسكي ثلاثًا من أصل خمس مقاطعات في الدائرة، بما في ذلك مقاطعة لوزيرن التي يعيش فيها هو وبارليتا. لكنه فاز في مقاطعة لاكاوانا، التي كان يمثلها قبل إعادة الترسيم عام ٢٠٠٠، بفارق ١٢,٥٠٠ صوت (٢٠٪)؛ بينما خسر في منطقته السابقة بفارق يقارب ٤,٠٠٠ صوت.

## 2010
فاز كانجورسكي على كوري أوبراين وبراين كيلي في الانتخابات التمهيدية الديمقراطية في أيار ٢٠١٠ بنسبة ٤٩.٣٪ من الأصوات.
تحدى بارليتا كانجورسكي مرة أخرى في ٢٠١٠. وفي هذه المرة، تمكن بارليتا من هزيمة كانجورسكي بنسبة ٥٥٪ من الأصوات، ويرجع ذلك بشكل كبير إلى فوزه في مقاطعة لوزيرن بفارق يقارب ١٠,٠٠٠ صوت. عانى كانجورسكي خلال حملته من تعليقات مثيرة للجدل، من بينها تصريحه بشأن المرشح الجمهوري لمنصب حاكم فلوريدا ريك سكوت: "بدلًا من الترشح لحاكم فلوريدا، يجب أن يأخذوه ويطلقوا عليه النار. يضعوه أمام الحائط ويطلقوا عليه النار."

## الحياة بعد السياسة
بعد مغادرته منصبه، أسس كانجورسكي مع مدير مكتبه السابق كارين فيذر شركة كانجورسكي وشركاه، شركة استشارات في السياسات العامة.

## References
1. 1 2   http://bioguide.congress.gov/scripts/biodisplay.pl?index=K000008. {{استشهاد ويب}}: |url= بحاجة لعنوان (مساعدة) والوسيط |title= غير موجود أو فارغ (من ويكي بيانات) (مساعدة)

## External links
- وسائط متعلقة بـ Paul Kanjorski في كومنز.| وفود ولاية إلى (مرتبون حسب الأقدمية) | وفود ولاية إلى (مرتبون حسب الأقدمية)           | وفود ولاية إلى (مرتبون حسب الأقدمية)                                                                                                                                                                                                                                                                                                                                 |
| ------------------------------------ | ---------------------------------------------- | --- |
| 99                                   | الشيوخ: جون هاينز • ارلين سبكتر                | النواب: J. McDade • J. Gaydos • لورانس كوغلين • G. Yatron • Bu. Shuster • J. Murtha • روبرت دبليو. إدغار • B. Goodling • R. Schulze • أوستين ميرفي • D. Walgren • روبرت سميث ووكر • B. Clinger Jr. • ويليام إتش. غراي الثالث • دونالد إل. ريتر • P. Kostmayer • B. Coyne • T. Foglietta • B. Borski Jr. • G. Gekas ‏ • J. Kolter • توم ريدج • P. Kanjorski            |
| 100                                  | الشيوخ: جون هاينز • ارلين سبكتر                | النواب: J. McDade • J. Gaydos • لورانس كوغلين • G. Yatron • Bu. Shuster • J. Murtha • B. Goodling • R. Schulze • أوستين ميرفي • D. Walgren • روبرت سميث ووكر • B. Clinger Jr. • ويليام إتش. غراي الثالث • دونالد إل. ريتر • P. Kostmayer • B. Coyne • T. Foglietta • B. Borski Jr. • G. Gekas ‏ • J. Kolter • توم ريدج • P. Kanjorski • كورت ويلدون                   |
| 101                                  | الشيوخ: جون هاينز • ارلين سبكتر                | النواب: J. McDade • J. Gaydos • لورانس كوغلين • G. Yatron • Bu. Shuster • J. Murtha • B. Goodling • R. Schulze • أوستين ميرفي • D. Walgren • روبرت سميث ووكر • B. Clinger Jr. • ويليام إتش. غراي الثالث • دونالد إل. ريتر • P. Kostmayer • B. Coyne • T. Foglietta • B. Borski Jr. • G. Gekas ‏ • J. Kolter • توم ريدج • P. Kanjorski • كورت ويلدون                   |
| 102                                  | الشيوخ: جون هاينز • ارلين سبكتر • هاريس ووفورد | النواب: J. McDade • J. Gaydos • لورانس كوغلين • G. Yatron • Bu. Shuster • J. Murtha • B. Goodling • R. Schulze • أوستين ميرفي • روبرت سميث ووكر • B. Clinger Jr. • ويليام إتش. غراي الثالث • دونالد إل. ريتر • P. Kostmayer • B. Coyne • T. Foglietta • B. Borski Jr. • G. Gekas ‏ • J. Kolter • توم ريدج • P. Kanjorski • كورت ويلدون • ريك سانتورم • لوسيان بلاكويل |
| 103                                  | الشيوخ: ارلين سبكتر • هاريس ووفورد             | النواب: J. McDade • Bu. Shuster • J. Murtha • B. Goodling • أوستين ميرفي • روبرت سميث ووكر • B. Clinger Jr. • B. Coyne • T. Foglietta • B. Borski Jr. • G. Gekas ‏ • توم ريدج • P. Kanjorski • كورت ويلدون • ريك سانتورم • لوسيان بلاكويل • جيمس ك. غرينوود • T. Holden • R. Klink • M. Margolies • بول ماكهيل                                                        |
| 104                                  | الشيوخ: ارلين سبكتر • ريك سانتورم              | النواب: J. McDade • Bu. Shuster • J. Murtha • B. Goodling • روبرت سميث ووكر • B. Clinger Jr. • B. Coyne • T. Foglietta • B. Borski Jr. • G. Gekas ‏ • P. Kanjorski • كورت ويلدون • جيمس ك. غرينوود • T. Holden • R. Klink • بول ماكهيل • M. Doyle • فيل إنجلش • C. Fattah • جون د. فوكس • F. Mascara                                                                  |
| 105                                  | الشيوخ: ارلين سبكتر • ريك سانتورم              | النواب: J. McDade • Bu. Shuster • J. Murtha • B. Goodling • B. Coyne • T. Foglietta • B. Borski Jr. • G. Gekas ‏ • P. Kanjorski • كورت ويلدون • جيمس ك. غرينوود • T. Holden • R. Klink • بول ماكهيل • M. Doyle • فيل إنجلش • C. Fattah • جون د. فوكس • F. Mascara • J. Peterson • جو بيتس • بوب برادي                                                                 |
| 106                                  | الشيوخ: ارلين سبكتر • ريك سانتورم              | النواب: Bu. Shuster • J. Murtha • B. Goodling • B. Coyne • B. Borski Jr. • G. Gekas ‏ • P. Kanjorski • كورت ويلدون • جيمس ك. غرينوود • T. Holden • R. Klink • M. Doyle • فيل إنجلش • C. Fattah • F. Mascara • J. Peterson • جو بيتس • بوب برادي • J. Hoeffel • دون شيروود • بات تومي                                                                                  |
| 107                                  | الشيوخ: ارلين سبكتر • ريك سانتورم              | النواب: Bu. Shuster • J. Murtha • B. Coyne • B. Borski Jr. • G. Gekas ‏ • P. Kanjorski • كورت ويلدون • جيمس ك. غرينوود • T. Holden • M. Doyle • فيل إنجلش • C. Fattah • F. Mascara • J. Peterson • جو بيتس • بوب برادي • J. Hoeffel • دون شيروود • بات تومي • M. Hart ‏ • T. Platts • Bi. Shuster                                                                      |
| 108                                  | الشيوخ: ارلين سبكتر • ريك سانتورم              | النواب: J. Murtha • P. Kanjorski • كورت ويلدون • جيمس ك. غرينوود • T. Holden • M. Doyle • فيل إنجلش • C. Fattah • J. Peterson • جو بيتس • بوب برادي • J. Hoeffel • دون شيروود • بات تومي • M. Hart ‏ • T. Platts • B. Shuster • جيم كيرلاخ • تيم ميرفي |
| 109                                  | الشيوخ: ارلين سبكتر • ريك سانتورم              | النواب: J. Murtha • P. Kanjorski • كورت ويلدون • T. Holden • M. Doyle • فيل إنجلش • C. Fattah • J. Peterson • جو بيتس • بوب برادي • دون شيروود • M. Hart ‏ • T. Platts • B. Shuster • جيم كيرلاخ • تيم ميرفي • C. Dent • مايك فيتزباتريك • A. Schwartz ‏ |
| 110                                  | الشيوخ: ارلين سبكتر • بوب كايسي جونيور         | النواب: J. Murtha • P. Kanjorski • T. Holden • M. Doyle • فيل إنجلش • C. Fattah • J. Peterson • جو بيتس • بوب برادي • T. Platts • B. Shuster • جيم كيرلاخ • تيم ميرفي • C. Dent • A. Schwartz ‏ • J. Altmire • كريس كارني • باتريك ميرفي • جو سيستاك |
| 111                                  | الشيوخ: ارلين سبكتر • بوب كايسي جونيور         | النواب: J. Murtha • P. Kanjorski • T. Holden • M. Doyle • C. Fattah • جو بيتس • بوب برادي • T. Platts • B. Shuster • جيم كيرلاخ • تيم ميرفي • C. Dent • A. Schwartz ‏ • J. Altmire • كريس كارني • باتريك ميرفي • جو سيستاك • K. Dahlkemper • غلين تومسون • M. Critz                                                                                                   |